# Ernst Julius Marx

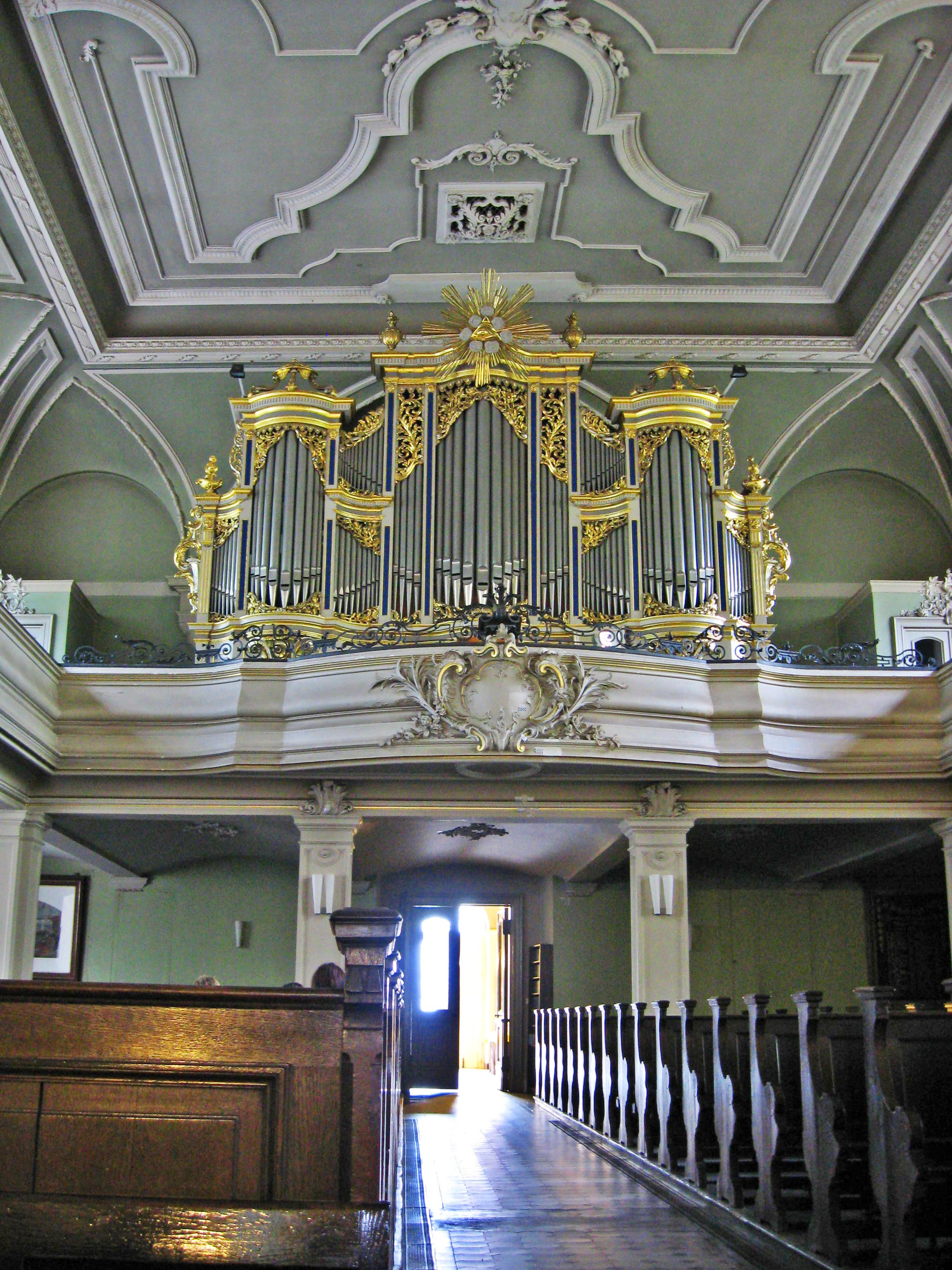
Orgelprospekt der Sophienkirche Berlin, 1790

Ernst Julius Marx (oft Ernst Marx; * 28. November 1728 in Ballenstedt, Fürstentum Anhalt-Bernburg; † 25. März 1799 in Berlin, Königreich Preußen) war ein bedeutender deutscher Orgelbauer in Berlin. Er wirkte in der Tradition von Joachim Wagner.

## Leben
Der Vater George Christoph Marx war Tischler-Obermeister in Ballenstedt.
Ernst Marx war spätestens seit 1753/55 in der Werkstatt von Johann Peter Migendt in Berlin beschäftigt. Ob er noch Joachim Wagner erlebte, der 1749 gestorben war, ist fraglich. Marx arbeitete mit Migendt gemeinsam (in Companie) und heiratete 1756 eine Schwester von dessen Frau, Maria Louisa Balke.
Nach dem Tod von Peter Migendt 1767 führte er die Werkstatt allein weiter. Schüler waren unter anderen Johann Simon Buchholz, der Schwiegersohn Johann Friedrich Falckenhagen, sowie der Sohn Friedrich Emanuel Marx, der die Werkstatt  nach dem Tod des Vaters 1799 übernahm.
Ernst Julius Marx war der jüngste der Orgelbauer, die die Tradition von Joachim Wagner fortführten (auch wenn er ihn persönlich nicht mehr kennengelernt haben sollte) und der sie an seine Schüler weitergab.

## Werkliste (Auswahl)
Ernst Julius Marx baute Orgeln in der Mark Brandenburg, einzelne auch in Pommern und Mecklenburg, und führte Umbauten und Reparaturen durch. Erhalten sind die Werke in Vielitz (fast vollständig), Falkenwalde (vorher Boitzenburg), Brunne und Plötzin (zugeschrieben), größere Teile in Białogard (Belgard) und Eberswalde und Rostock, sowie Prospekte in Altenkirchen (vorher Berlin Kattunfabrik), in der Sophienkirche Berlin und in Strausberg. Nicht mehr vorhandene oder nur in kleinen Teilen erhaltene Orgeln sind kursiv gesetzt.
| Jahr            | Ort                               | Gebäude                                              | Bild | Manuale | Register | Bemerkungen |
| --------------- | --------------------------------- | ---------------------------------------------------- | ---- | ------- | -------- | --- |
| 1753–1755       | Berlin                            | Balkonzimmer im Berliner Schloss                     |      | II/P    | 22       | Orgel für Amalie von Preußen, gemeinsam mit Peter Migendt, 1767 in das Palais Unter den Linden 7, 1788 in die Schlosskirche Buch, seit 1956 in Pfarrkirche Zur Frohen Botschaft in Berlin-Karlshorst → Orgel            |
| 1761            | Stettin                           | St.-Nikolai-Kirche                                   |      | II/P    | 26       | Vertragsabschluss gemeinsam mit Peter Migendt, 1811 mit Kirche verbrannt |
| 1761            | Plötzin                           | Dorfkirche                                           |      | I/P     | 13       | Urheberschaft vermutet, möglich wäre auch Gottlieb Scholtze, erhalten |
| 1766            | Altwriezen                        | Dorfkirche                                           |      | I/P     | 19       | mit Teilen der Wagner-Orgel von 1735, einige Transmissionsregister, spätestens 1973 bei Abbruch der Kirche entfernt |
| 1769–1770       | Boitzenburg                       | Pfarrkirche St. Marien auf dem Berge                 |      |         |          | 1851 umgesetzt nach Falkenwalde durch Buchholz, erhalten |
| 1773            | Berlin                            | St.-Hedwigs-Kathedrale                               |      | II/P    | 16 (10)  | 1801 ersetzt |
| 1773–1774       | Strausberg                        | St. Marienkirche                                     |      | II/P    | 28       | für 1430 Taler, mit 1451 Pfeifen, 1929 ersetzt durch Sauer-Orgel im bisherigen Prospekt, 2015 Restaurierung durch Scheffler → Heutige Orgel                                                                             |
| 1775            | Belgard, heute Białogard, Pommern | Marienkirche                                         |      |         |          | 1912 erweitert von Felix Grüneberg auf III/P, 43, erhalten |
| 1775            | Berlin-Friedrichstadt             | Dreifaltigkeitskirche                                |      | II/P    | 28       | umgebaut, 1806 durch Truppen beschädigt, Innenwerk 1896 durch W. Sauer erneuert (III/P/37), 1943 zerstört |
| 1776            | Berlin-Friedrichstadt             | Vernezobresches Palais, später Prinz-Albrecht-Palais |      | II/P    | 31       | für Amalie von Preußen, danach in Reformierte Kirche Frankfurt (Oder), zerstört |
| (um 1773/1777?) | Berlin                            | Kattunfabrik von Christian Ermeler                   |      | II/P    |          | Erbauungsjahr unbekannt; 1798 nach Altenkirchen umgesetzt durch Christian Erdmann Kindten, 1875 ersetzt, Prospekt und Register Quintaton 8' erhalten → Heutige Orgel                                                    |
| 1777            | Frankfurt (Oder)                  | Friedenskirche                                       |      | II/P    | 28       | 1881 ersetzt |
| 1777            | Friedrichsfelde bei Berlin        | Dorfkirche                                           |      |         |          | 1890 nach Eggersdorf umgesetzt, 1937 dort ersetzt |
| 1781–1783       | Eberswalde                        | Maria-Magdalenen-Kirche                              |      |         |          | mehrmals umgebaut und erweitert auf II/P, 27, neuer Prospekt, Teile erhalten |
| 1787            | Potsdam                           | Französisch Reformierte Kirche                       |      |         |          | nicht erhalten |
| 1789            | Vielitz                           | Dorfkirche                                           |      | I/p     | 6        | 1917 Abgabe der Prospektpfeifen, 2011 umfassende Restaurierung durch Rühle mit rekonstruierten Prospektpfeifen und historischer Stimmung, fast vollständig erhalten.                                                    |
| 1790            | Berlin                            | Sophienkirche                                        |      |         |          | Prospekt teilweise erhalten |
| 1791–1793       | Rostock                           | Marienkirche                                         |      | IV/P    | 61       | größte Orgel von Marx, in Prospekt von Paul Schmidt von 1770, mehrmals ausgebessert, 1938 durch Sauer auf IV/P, 83 erweitert, 5 Register ganz oder teilweise von Marx und die Windladen erhalten → Geschichte der Orgel |
| 1796            | Brunne                            | Dorfkirche                                           |      | I/P     | 9        | 1865 repariert von Lütkemüller, 1893 von Hollenbach, 1917 Prospektpfeifen abgegeben, 1924/1925 neue Prospektpfeifen durch Schuke, 1997 restauriert durch Karl Schuke → Orgel →Orgel                                     |
| 1799            | Cottbus                           | Oberkirche                                           |      |         |          | letzte bekannte Orgel, nicht mehr vorhanden |

Weitere Arbeiten
| Jahr      | Ort                               | Kirche            | Bild | Manuale | Register | Bemerkungen                                                                                     |
| --------- | --------------------------------- | ----------------- | ---- | ------- | -------- | ----------------------------------------------------------------------------------------------- |
| 1767      | Belgard, heute Białogard, Pommern | Kirche            |      |         |          | Umbauten und Reparaturen                                                                        |
| 1775–1778 | Stralsund                         | St.-Marien-Kirche |      | III/P   | 51       | Reparatur und Umbau der Stellwagen-Orgel → Reparaturen                                          |
| 1778–1779 | Stralsund                         | St.-Jakobi-Kirche |      | III/P   | 45       | Umbau der Orgel von Christian Gottlieb Richter (1741) → Orgel                                   |
| 1791      | Golzow, Uckermark                 | Dorfkirche        |      |         |          | Umsetzung der Arp-Schnitger-Orgel von 1714 aus Sophienkirche Berlin (nach dortigem Marx-Neubau) |
| 1796      | Havelberg                         | Dom               |      |         |          | Reparaturen                                                                                     |
| 1796      | Havelberg                         | St. Laurentius    |      |         |          | Umbau und Erweiterung                                                                           |